# Agusan del Sur
Koordinaten: 8° 27′ N, 125° 47′ O
Agusan del Sur ist eine Provinz der Philippinen ohne Zugang zum Meer und gehört zur Region Caraga (Region XIII) auf der Insel Mindanao. Sitz der Provinzregierung ist Prosperidad.

## Geographie
Die Provinz ist, im Uhrzeigersinn von Norden ausgehend, umgeben von den Provinzen Agusan del Norte, Surigao del Sur, Davao Oriental, Davao de Oro, Davao del Norte, Bukidnon und Misamis Oriental.
Der größte Fluss der Provinz ist der Agusan River, der aus Davao de Oro kommend Agusan del Sur von Süden nach Norden durchfließt. Der Fluss hat zwölf Nebenflüsse: Wawa, Gibong und der Simulao River sind östliche Zuflüsse, während Ojot, Pusilao, Kasilayan, Libang, Maasam, Adgawan, Cawayan, Umayam und der Ihaon River vom Westen den Agusan River beliefern. Die Nebenflüsse werden wiederum durch zahlreiche Ströme und Bäche gespeist.
In der südlichen Hälfte der Provinz, ab der Gemeinde Veruela, liegt der Agusan Marsh, es ist ein Gebiet voller Sümpfe und Seen. Der Größte ist der Talacogon Lake. Neben der breiten Flussebene erheben sich im Osten die Diwata-Berge. Die westliche Region der Provinz ist durch hohe Bergzüge geprägt, die sich bis über 2.000 Meter über dem Meeresspiegel erheben.

### Statistik
Die Gemeinden Loreto, La Paz, Esperanza und San Luis sind die vier größten Gemeinden gemessen an ihrer Fläche und nehmen 60 % der gesamten Provinzfläche ein. Santa Josefa und Talacogon besitzen die kleinste Flächenausdehnung.
Etwa 76 %, insgesamt 6.827,5 km², der gesamten Provinz ist als Waldgebiet deklariert, während 24 % oder 2.137,5 km², agrarwirtschaftlich genutzt werden. Mit den Jahren wurde aufgrund industrieller Nutzung die Waldfläche bereits stark reduziert.
Die Provinz hat eine Gesamtfläche von 8.568 km².

### Das Sumpfland von Agusan
Das Sumpfland von Agusan ist eines der ökologisch signifikantesten Feuchtgebiete der Philippinen. Das Sumpfgebiet befindet sich im Herzen Mindanaos, im Agusan Becken, in dem das Agusan Marsh Wildlife Sanctuary liegt. Die riesige Ausdehnung des Sumpfes bedeckt eine Fläche von der Größe des Gebietes von Metro Manila. Es beinhaltet nahezu 15 % der nationalen Frischwasserreserven in Form von bewaldetem Moor und Sumpf.
Während der Regensaison, wenn der höhere Wasserstand große Seen bildet, kommen eine große Anzahl an Enten in das Agusan Sumpfland, um zu nisten. In den Trockenmonaten wiederum kommen tausende von Vögeln aus dem fernen Japan, China und Russland, um den kalten Winterwinden Nordasiens zu entfliehen. Über 200 verschiedene Spezies verbringen einen Teil des Jahres in diesem Sumpfgebiet. Dies macht diese Region zu einer der wichtigsten Durchgangsstationen für wilde Vögel in Asien.
Im Zentrum des Sumpflandes befindet sich zeitweise ein See mit einer Ausdehnung von mehreren Quadratkilometern, voller Seerosen, Hyazinthen und anderer Wasserpflanzen, die zusammen einen riesigen grünen Teppich bilden. In dem dunkel gefärbten Wasser leben unzählige Exemplare von Katzenwelsen, Karpfen, Süßwasserschildkröten und Krokodilen.
Im Agusan Sumpfgebiet wächst zudem eine besondere Art von natürlich gewachsenen Bonsai-Bäumen. Zu erreichen ist das Gebiet über das Baranggay Caimpogan oder von New Visayas in der Gemeinde San Francisco aus.
Eine kleine Gemeinschaft der ethnischen Gruppe der Manobos hat ihre Heimat tief in dem Sumpfgebiet gefunden. Sie leben hier auf schwimmenden Häusern. Die kleinen Gebäude sind aus Bambus und Nipapalmen, die zu harten Holzblöcken verzurrt werden und sich mit dem Niveau des Sumpfwassers heben und senken. Der Sumpf bietet den Manobo alles, was diese zum Leben benötigen.

## Demographie und Sprachen
Im Jahre 2007 hatte die Provinz eine Einwohnerzahl von 609.447 Menschen, die in insgesamt 103.637 Haushalten lebten. Dies war eine Steigerung von 44.558 Personen oder 7,96 % gegenüber der Zählung von 1995. Die Provinz steht damit an der 43. Stelle der Bevölkerungsstatistik der Philippinen.
Die Bevölkerungsdichte liegt bei 61 Menschen pro km². Das ist die sechstniedrigste des Landes. Agusan del Sur ist die einwohnerreichste Provinz der Region Caraga.
Dominierende Religion ist das Christentum mit einem Anteil von 79 % römisch-katholischer Anhänger. Weitere verbreitete Religionen sind die Siebenten-Tags-Adventisten, die Iglesia ni Cristo, die Unabhängige Philippinische Kirche und die Vereinigte Kirche der Christen auf den Philippinen.
Von den einheimischen Volksgruppen sind fünf nennenswerte hervorzuheben: Die Aeta, die Mamanwa, die Bagobo, die Higaonon und die Manobo. Die Manobos leben entlang der Landstraßen und Flüsse gegenüber der Grenze zur Provinz Davao de Oro. Die Higaonons siedeln hauptsächlich an den westlichen Ufern des Agusan Rivers im Gemeindegebiet von Esperanza gegenüber der Grenze zur Provinz Bukidnon.
Die Bevölkerung von Agusan del Sur wird vorwiegend repräsentiert von Einwanderern aus den Visayas, die sich in den vergangenen Jahren mit den einheimischen Bevölkerungsgruppen vermischt haben. Aus diesem Grund ist die Sprache Cebuano der dominierende Dialekt der Provinz.
Von den einheimischen Sprachen ist Manobo am weitesten in der Bevölkerung vertreten. Des Weiteren sind die Dialekte Boholano, Ilonggo sowie Englisch und Filipino in der Provinz vertreten.

## Wirtschaft
Nach der Statistik 1995 sind 75 % der Bevölkerung in der Land- oder der Forstwirtschaft beschäftigt. Reis nimmt mit 243,85 km² den größten Anteil der Anbaufläche ein. Bananen, Kokosnuss, Weizen und Mais sind weitere verbreitete Nutzpflanzen. Zudem produziert die Provinz Palmöl, vorwiegend in der Gemeinde Rosario sowie Kautschuk und Rattan.
Ungeachtet der Bemühungen der Regierung, die Viehhaltung und Geflügelzucht voranzutreiben, gibt es in der Provinz ein starkes Defizit an Fleischprodukten. Fleisch muss daher aus Davao City und Cagayan de Oro importiert werden.
Agusan del Sur ist weitgehend abhängig von Surigao del Sur und anderen Provinzen, die Bevölkerung mit Meeresprodukten zu versorgen. Dennoch können in der Provinz Frischwasserfische gezüchtet oder gefangen werden, wie Neochanna, Katzenwels und Tilapia.
Die Provinz besitzt auch Vorkommen an Gold, Silber, Kalkstein und Marmor.

## Verwaltungsgliederung
Agusan del Sur unterteilt sich in 13 eigenständig verwaltete Gemeinden und eine Stadt. Die Gemeinden wiederum sind in insgesamt 314 Baranggays (Ortsteile) untergliedert.
Die Provinz bildet einen Kongress-Distrikt.

### Stadt
- Bayugan City

### Gemeinden
| - Bunawan - Esperanza - La Paz - Loreto - Prosperidad - Rosario | - San Francisco - San Luis - Santa Josefa - Sibagat - Talacogon - Trento - Veruela |

## Klima
Die Provinz liegt geographisch unterhalb des Taifungürtels, wird jedoch gewöhnlich von Ausläufern der Tiefdruckgebiete gestreift, die sich in Taifungebieten wie den Visayas und der Provinz Surigao del Norte bilden. Die klimatische Karte der Philippinen klassifiziert die Provinz unter dem Klimatyp II.
Dieser klimatische Typus verfügt über keine Trockenperiode, dafür jedoch über eine nennenswerte Regensaison mit teilweise heftigen Regenfällen.
Die maximalen Regenmengen steigern sich im Jahresverlauf und erreichen ihren Höhepunkt in den Monaten zwischen Oktober und Januar. Dagegen gibt es keinen speziellen Trockenmonat.
Die durchschnittliche monatliche Regenmenge liegt bei 355 mm, bei einer Durchschnittstemperatur von 27,15 °C. Gebiete dieses Klimatypus finden sich zumeist entlang oder nahe den östlichen Küsten, wo sie sich den nordöstlichen Monsunen öffnen.

## Geschichte

### Namensherkunft
Der Name Agusan leitet sich ab von Agasan, einem Wort eines lokalen Dialekts, was bedeutet wo das Wasser fließt. Diese Bezeichnung bezieht sich auf den großen Fluss, den Agusan River, der das Land von Süden nach Norden durchzieht, um am Ende in die Bucht von Butuan zu münden. Der Fluss diente als Haupttransportmöglichkeit der Spanier in das Zentrum des nordöstlichen Mindanaos.

### Frühgeschichte
Die Ebene von Agusan wurde in früherer Zeit von verschiedenen Gemeinschaften besiedelt, wie den Manobos und Higaonons. Archäologen haben bei Ausgrabungen in den tiefer gelegenen Ebenen von Agusan Anzeichen einer engen Beziehung zwischen dieser Region und den anderen südostasiatischen Staaten entdeckt.
In der vorspanischen Zeit war die Kultur von Agusan maßgebend geprägt vom Einfluss des Majapahit Imperiums. Dies kann mit der Entdeckung eines acht Inch (200 mm) großen Bildnisses einer Frau in purem Gold belegt werden, das klar einem Java-Indianischen Design entspricht und in den frühen 1920er Jahren bei Maasam, Esperanza, ausgegraben wurde. Zudem sind einige zerbrochene Krüge, die in Bah-bah, Prosperidad, entdeckt wurden, Indizien dafür, dass das Gebiet eine wirtschaftliche und kulturelle Beziehung mit Nachbarn in Südostasien besaß.
Die Ureinwohner von Agusan del Sur waren die Vorfahren der heutigen Volksgruppe der Maman, die von den ersten Einwanderungswellen der Malaien aus Borneo, Celebes und Malaysia in das Hinterland der Provinz zurückgedrängt wurden. Die Einwanderer wiederum suchten den Schutz des Dschungel vor den stetigen Übergriffen der Moro-Piraten, die als Seefahrer die Küstenregionen von Mindanao unsicher machten.

### Spanische Periode
1614 errichtete der Augustinerorden eine Mission in Linao, in der Nähe des heutigen Bunawan. Die Missionsarbeit wurde von der Feindseligkeit der umgebenden Manobogruppen jedoch stark behindert. Auf dem Höhepunkt der Macht des Sultanat von Maguindanao in der Mitte des 17. Jahrhunderts befanden sich die Manobos der Agusan Ebene in einer Allianz mit Sultan Kudarat. Linao wurde während der Caraga Revolte 1629 wie auch 1649 bei der Sumuroy Revolte immer wieder angegriffen. Dennoch hielt die Mission ihre Arbeit bis in das 19. Jahrhundert aufrecht.

### Jüngere Geschichte
Im späten 19. Jahrhundert musste die Mission der Augustiner viele ihrer Territorien abgeben, einschließlich denen der unteren Agusan Region, die an einen wieder eingesetzten Jesuiten-Orden übergeben werden mussten. (Die Jesuiten wurden durch den Papal Edikt von 1760 verbannt und 1768 von den Philippinen vertrieben.) Die Missionarsarbeit wurde zudem von der Philippinischen Revolution unterbrochen, als die Jesuiten entweder flohen oder von Revolutionären inhaftiert wurden.
Während der amerikanischen Besatzung wurde die Holzfällerei zu einem wichtigen Tätigkeitsfeld in Agusan del Sur. Viele Einwanderer aus den Visayas siedelten sich in den Ebenen an und drängten die einheimischen Volksgruppen in die Bergregionen zurück.
Das Gebiet von Agusan del Sur wurde während der spanischen Periode als ein Teil der großen Provinz Caraga verwaltet. 1860 wurde sie der Kommandantur von Butuan unterstellt, einem Distrikt der Provinz Surigao. 1914 wurde durch die amerikanische Regierung auf den Philippinen die große Provinz Agusan gegründet.
Diese wurde am 17. Juni 1967 durch den Republic Act Nr. 4979 in die Provinzen Agusan del Norte und Agusan del Sur aufgeteilt. Im Januar 1970 wurde der Gemeinde Prosperidad der Sitz der Provinzregierung zugeteilt. Das Regierungszentrum befindet sich seither in dessen Baranggay Patin-ay.

## Hochschulen
- Philippine Normal University

## Sehenswürdigkeiten
- Der Gibong River
- Die Binaba-Fälle nahe Prosperidad
- Die Bega-Fälle nahe Prosperidad
- Die Tugonan-Fälle nahe Prosperidad
- Das Agusan Marsh Wildlife Sanctuary im Sumpfland des Agusan
- Der Mt. Magdiwata in San Francisco
- Die Mt. Diwata heißen & kalten Quellen
- Der Naturpark Andanan Watershed Forest Reserve